# Tom Spencer (chính khách)
Thomas Newnham Bayley Spencer (sinh ngày 10 tháng 4 năm 1948) là một chính trị gia bảo thủ người Anh và là cựu thành viên Nghị viện châu Âu.
Spencer được đào tạo tại Đại học Pangbourne Nautical và Đại học Southampton.
Ông phục vụ như MEP bảo thủ cho Derbyshire từ năm 1979–1984, MEP bảo thủ cho Surrey West từ 1989–1994, và là MEP bảo thủ cho Surrey từ 1994-1999. Ông là lãnh đạo của MEP bảo thủ Vương quốc Anh từ năm 1995 đến 1998 và là Chủ tịch Ủy ban Đối ngoại của Quốc hội từ năm 1997 đến 1999.
Ông quyết định không tham gia bầu cử lại vào Nghị viện châu Âu năm 1999 sau khi bị phát hiện có nội dung khiêu dâm đồng tính và hai điếu cần sa trong hành lý tại sân bay Heathrow. Spencer thừa nhận là người đồng tính và nói rằng vợ ông đã biết được điều đó trước khi họ kết hôn. Spencer có mối quan hệ với nam diễn viên khiêu dâm Cole Tucker, người được miêu tả trong nội dung khiêu dâm được tìm thấy trong hành lý của Spencer.